# غار کوه‌کمر علی‌آبادملک
اشکفت کوه کمر علی‌آباد ملک مربوط به دوره نوسنگی است و در شهرستان ارسنجان، بخش مرکزی، شرق دهستان علی‌آباد ملک، ۵۰۰ متری قبرستان قدیمی واقع شده و این اثر در تاریخ ۲۳ بهمن ۱۳۸۵ با شمارهٔ ثبت ۱۷۲۷۴ به‌عنوان یکی از آثار ملی ایران به ثبت رسیده است.